# Read Island
Read Island ist eine Insel zwischen dem Festland der kanadischen Provinz British Columbia und der vorgelagerten Insel Vancouver Island. Read Island gehört zum Strathcona Regional District und wird der Inselgruppe der Discovery Islands zugerechnet.
| Hoskyn Channel → Settlers Group | Whiterock Passage → Maurelle Island         | Calm Channel → Rendezvous Islands/ Raza Island |
| Hoskyn Channel → Quadra Island  | Kompassrose, die auf Nachbargemeinden zeigt | Sutil Channel → West Redonda Island            |
| Hoskyn Channel → Quadra Island  | Sutil Channel→ Strait of Georgia            | Sutil Channel → Cortes Island                  |

Offizielle Gemeinden gibt es auf der Insel nicht, außerdem ist die Insel nicht mit einer öffentlichen Fähre erreichbar. Siedlungsschwerpunkte sind zum einen eine kleine Ansiedlung im Südosten, welche ebenfalls den Namen Read Island trägt, sowie eine kleine Ansiedlung im Nordwesten mit dem Namen Surge Narrows. Vor Surge Narrows befindet sich mit dem Surge Narrows Water Aerodrome (TC-LID: CAG9) auch ein offizieller Wasserflughafen. 
An der Südspitze der Insel liegt mit dem Read Island Provincial Park einer der Provincial Parks in British Columbia. Das Schutzgebiet bietet dabei keine wesentliche touristische Infrastruktur.

## Name
Daniel Pender, nach dem Pender Island benannt ist, benannte Read Island nach William Viner Read, einem britischen Marineoffizier im United Kingdom Hydrographic Office.